# Danmarks ekonomi
Danmark är ett av Europas rikaste länder. Bland större danska företag kan nämnas Novo Nordisk, Arla Foods, Carlsberg, Lego A/S och Maersk. Viktiga exportvaror är maskiner, instrument och livsmedelsprodukter.
Jordbruket var länge ryggraden i danskt näringsliv men sysselsätter nu allt färre (omkring 5 %). Efter andra världskriget har industri och handel samt servicesektorn vuxit starkt och dominerar nu ekonomin. Danmark är dock alltjämt en av världens ledande jordbruksproducenter (volym per invånare) och jordbruket svarar för 1/4 av exportinkomsterna. Landet är bördigt och 2/3 av dess yta är odlad mark. Mekanisering, konstgödsling och specialisering har resulterat i hög avkastning. Sedan 1800-talets mitt har jordbrukets föreningsrörelse (kooperationen) spelat en viktig roll. Produktionen är nästan helt inriktad på kött- och mejerivaror (särskilt fläsk), som exporteras till främst England. Största delen av spannmålen går till djurfoder (korn). Fisket är betydande, bl.a. exporteras torsk, plattfisk och sill.
Trots att man måste importera råvaror (metaller, kemikalier, papper) och halvfabrikat till produktionen har industrin utvecklats kraftigt. Den finns främst i Köpenhamnsområdet, men också i Ålborg, Århus och Odense. Jordbrukets produkter förädlas i mejerier, slakterier, sockerbruk och bryggerier. Det finns även vin-, sprit- och tobaksfabriker m.m. Växande betydelse har tillverkningen av t.ex. maskiner och kemiska produkter samt teknologiskt avancerad apparatur (mätinstrument och hemelektronik). I Danmark finns framstående formgivare vars möbler, konsthantverk och porslin vunnit världsrykte. Danmark importerade tidigare stora mängder energi. Nu täcks behovet till stor del av inhemsk olja och naturgas (utvinning i Nordsjön inleddes på 1970-talet). Landet har inga kärnkraftverk. Danmark har välutbyggda kommunikationer med många bro- och färjeförbindelser mellan öarna. Bro- och tunnelbygget över Stora Bält (mellan Fyn och Själland) fullbordas under slutet av 1990-talet. Efter mångåriga diskussioner godkände de danska och svenska riksdagarna 1991 en fast förbindelse över Öresund mellan Köpenhamn och Malmö. Danmark äger tillsammans med Norge och Sverige flygbolaget SAS. Internationell flygplats är Kastrup på Amager i Köpenhamn.
Brist på råvaror och liten hemmamarknad gör Danmark mycket beroende av sin utrikeshandel. Förr var handeln med Sverige störst, men landets viktigaste handelspartner är numera EU (Tyskland och Storbritannien).
Danmark är en nettoexportör av olja och naturgas med betydande fyndigheter i den danska delen av Nordsjön, år 2006 rankades Danmark som nummer 32 bland världens oljeexporterande länder :